# Discoveries SC
El Discoveries SC es un equipo de fútbol de los Estados Unidos que juega en la USL League Two, la cuarta división de fútbol en el país.

## Historia
Fue fundado en el año 1986 en la ciudad de Daytona Beach en Carolina del Sur con el nombre Rock Hill Arena SC con la idea de que los estudiantes de preparatoria tuvieran algo que hacer durante el periodo de vacaciones en una comunidad orientada al fútbol.
En la década de los años 1990 se expandieron a otras categorías y en 1999 cambian su nombre por el de Discoveries SC en vista del crecimiento que mostraban abarcando equipos de categorías entre 5 y 18 años así como el desarrollo de academias relacionadas.
Se convirtió en uno de los equipos fundadores de la recién creada USL League Two para la temporada 2019, debido a que la estructura del club es idónea para la liga.

## Jugadores

### Jugadores destacados
- Enzo Martínez